# Mathes Helbling
Mathes Helbling (* vor 1400 in Wien; † vor Februar 1444 ebenda) war ein österreichischer Architekt und Steinmetz und ab 1437 Dombaumeister des Wiener Stephansdoms.

## Leben
Mathes Helbling wurde vor 1400 als Sohn des 1417 verstorbenen Malers Ulrich Helbling und Neffe des 1399 bezeugten Wiener Dombaumeisters Ulrich Helbling geboren, als sein Bruder ist der 1426 verstorbene Steinmetz Ulrich Helbling belegt. 1435 arbeitete Helbling an der Stadtbefestigung Wiens. Spätestens 1437 ist Mathes Helbling als Nachfolger von Hans von Prachatitz als Dombaumeister am Wiener Stephansdom belegt. Sein Nachfolger als Wiener Dombaumeister wurde Hans Puchsbaum. 

## Werk

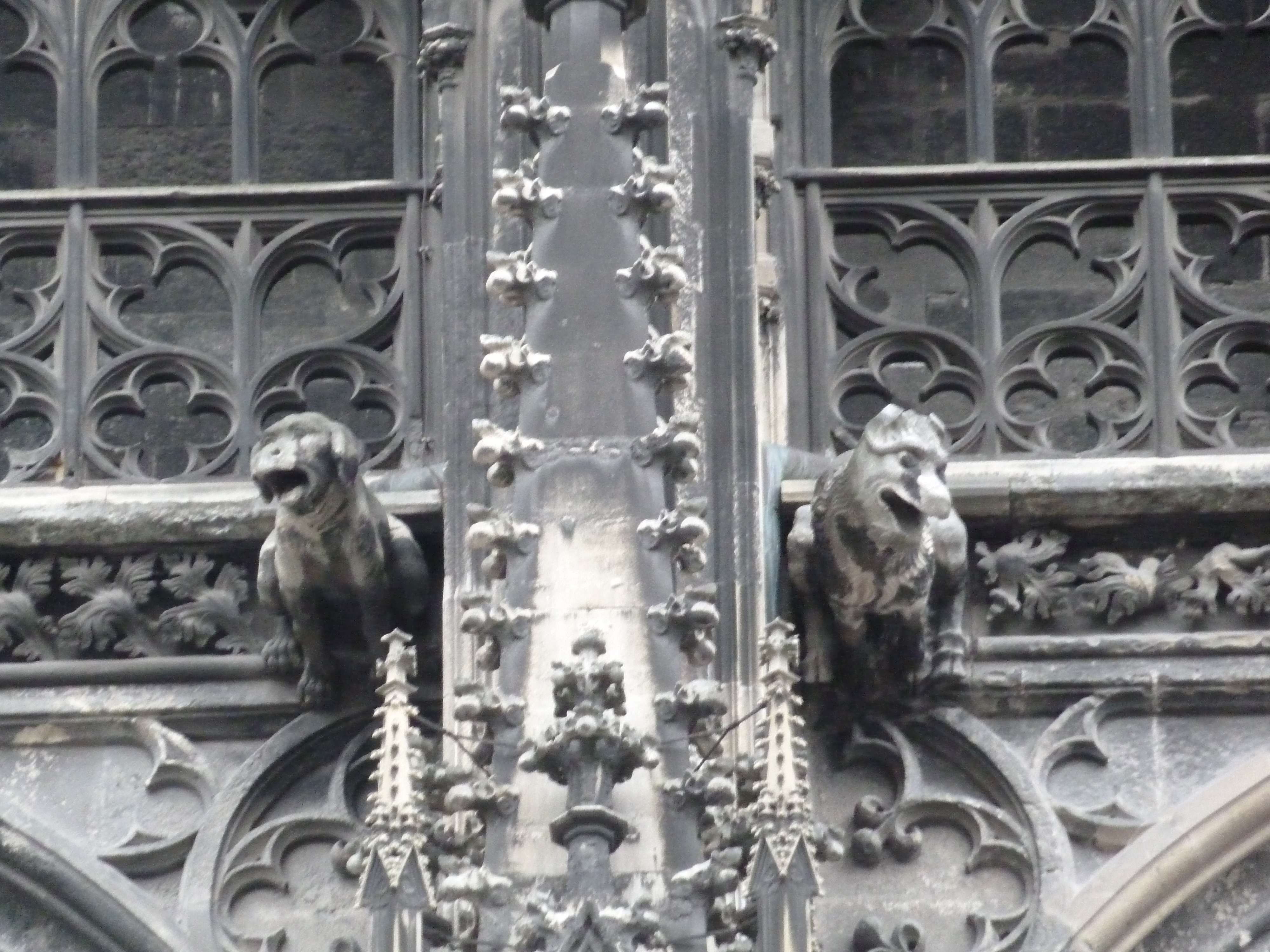
Detail vom Kranzgesims an St. Stephan

Helblings erste Aufgabe als Wiener Dombaumeister stellte die Wiederherstellung der am 21. Juli 1437 durch Blitzschlag beschädigten Turmspitze des erst kurz zuvor, 1433, durch Hans von Prachatitz vollendeten Hochturms von St. Stephan dar. Unter seiner Leitung wurde anschließend der Bau des Hallenlanghauses vorangetrieben. Bis 1440 (Inschrift am Kranzgesims) war ein Teil der Nordmauer vollendet, anschließend wurde mit der Errichtung der Freipfeiler begonnen. Helblings Raumkonzept ging noch in konservativer Weise von einer nicht überhöhten Hallenkirche mit einfachen Kreuzrippengewölben aus. 